# Marguerite Deprez-Audebert
Pour les articles homonymes, voir Audebert et Deprez.
 (janvier 2020).
Si vous disposez d'ouvrages ou d'articles de référence ou si vous connaissez des sites web de qualité traitant du thème abordé ici, merci de compléter l'article en donnant les références utiles à sa vérifiabilité et en les liant à la section « Notes et références ».
Marguerite Deprez-Audebert, née Deprez le 17 mai 1952 à Béthune (Pas-de-Calais) est une femme politique française. Elle est députée MoDem de la neuvième circonscription du Pas-de-Calais de 2017 à 2022 et conseillère régionale des Hauts-de-France de 2015 à 2021.

## Biographie
Marguerite Deprez-Audebert naît le 17 mai 1952 à Béthune.
Issue d'une famille ancrée dans le Pas-de-Calais, Marguerite Deprez-Aubebert est l’aînée des quatre enfants de Léonce Deprez, ancien député-maire du Touquet et imprimeur et éditeur, et d'Éliane Basin. Scolarisée à Béthune jusqu'au baccalauréat, elle a par la suite suivi des études en sciences économiques à l'Université Lille-I, puis à l'Université Paris-Sorbonne. Elle est également diplômée de l'European Business School Paris qui a contribué à son engagement européen. Elle est mère de deux enfants.[réf. nécessaire]
Sa vie professionnelle s'est déroulée dans le domaine de la presse hebdomadaire régionale, en tant qu'éditrice de trois titres, et de l'imprimerie industrielle. Elle dirige une imprimerie familiale, jusqu'à son départ à la retraite en 2016.[source secondaire nécessaire]
Elle est adjointe au maire de Béthune, chargée du développement économique et conseillère communautaire de 2014 à 2017 et conseillère régionale des Hauts-de-France de 2015 à 2021.
Investie dans la neuvième circonscription du Pas-de-Calais sous l'étiquette La République en marche - MoDem pour les élections législatives en 2017, au terme desquelles elle est élue députée avec près de 58 % des suffrages exprimés au second tour, face à Jacques Delaire, candidat du front national.
À l'Assemblée nationale, elle est membre de la commission des Affaires économiques et de commission des Affaires européennes.